# 周小弟
周小弟（1955年—），上海人，上海周氏（集團）有限公司董事長，民營企業家，地產發展商。
自1986年以承包经营者創業崛起。 周氏集團下轄有子公司: 新世紀教育發展有限公司、新世紀懿德房地產有限公司等近十家。 經營房地產、民辦教育、醫療等。 

## 名譽
- 上海市政協委員
- 上海市國際商會副會長
- 浦東新區商會副會長
- 上海宋慶齡基金會理事

## 相關
- 中國民主建國會中央委員